# Jason Collett
Jason Collett je kanadský písničkář. Je také členem skupiny Broken Social Scene, ale taktéž se věnuje sólové kariéře, v rámci níž vydal pět studiových alb.

## Diskografie
- 2000: Chrome Reflection [Bird]
- 2001: Bitter Beauty
- 2002: Motor Motel Love Songs
- 2005: Idols of Exile
- 2008: Here's to Being Here
- 2010: Rat a Tat Tat
- 2010: Pony Tricks
- 2012: Reckon/Essential Cuts